# Венсан Мюраторі
Венсан Мюраторі (фр. Vincent Muratori; 3 серпня 1987, Оранж, Воклюз, Франція) — французький футболіст, захисник «Нансі».

## Клубна кар'єра
Вихованець футбольного клубу «Монако». Дебютував в чемпіонаті Франції 4 серпня 2007 року в матчі 1-го туру проти «Сент-Етьєна». Він відіграв весь матч і на 37-й хвилині отримав жовту картку. Всього в сезоні 2007/08, який був дебютним для гравця, він провів 24 матчі.
Влітку 2012 року перейшов в «Нансі».